# Музей художественного освоения Арктики им. А.А. Борисова
Музей художественного освоения Арктики им. А. А. Борисова — музей в Архангельске. Носит имя Александра Борисова — первого художника-полярника пейзажиста. Музей открылся в 2008 году.
Основу фондов составляет коллекция работ Александра Борисова, насчитывающей свыше 400 произведений. Филиал Государственного музейного объединения «Художественная культура Русского Севера»
В экспозиции музея представлено творчество народов Скандинавии и Арктики.
Целью создания музея было сохранение уникального природного и историко-культурного наследия Арктики и эффективное использование этно-культурных связей для научных исследований и туризма.

## История
В 1994 году городские власти передали торговый дом Архангельскому музею изобразительных искусств (С 1994 года Музейному объединению «Художественная культура Русского Севера»).
Много лет здание было законсервировано.
В 1997 году начались восстановительные и реставрационные работы, которые продолжаются до сих пор.
В 2002 году в отреставрированных помещениях открылась первая выставка «Художник полярных льдов», посвященная творчеству Александра Борисова.
В 2008 году музею присвоили новое имя — Музей художественного освоения Арктики.
В разработке экспозиции принимали участие московская фирма «Музей-дизайн».
Автор художественного проекта музея — Конов Александр Никитич, заслуженный художник РФ, студия «Музей-Дизайн» (Москва). Руководитель проекта — М. В. Миткевич, директор Музейного объединения. Научный руководитель — Е. И. Ружникова, зам. директора Музейного объединения по научной работе.

## Здание
Музей располагается в торговом доме, постройки 1897 года, входящей в архитектурный комплекс «Городская купеческая усадьба Шингарёвых-Плотниковых».
Музейное здание представляет собой двухэтажное кирпичное здание с пристроенным к нему каретным сараем.

## Фонды и экспозиция
С 2013 года ведутся работы по художественному оформлению экспозиции.
На сегодняшний день функционируют следующие залы:
«Зарубежные поездки Борисова», зал посвящен исследованию Арктики, полярным экспедициям, участником которых был и Александр Алексеевич Борисов. В зале представлены карты полярных маршрутов, макеты кораблей, фотоматериалы, навигационные приборы и другие экспонаты, связанные с арктической темой.
«Мастерская в Красноборске» (благодаря финансовой поддержке ОАО «Севералмаз»)
«Ненецкое декоративно-прикладное искусство», посвящённый культуре и искусству ненецкого народа.
Зал посвященный творчеству одного старейшего художника Севера — Ильи Константиновича Вылка.
Несколько залов отведены под временные выставки.
Также в музее располагается Центр социальных инноваций в сфере культуры.